# Trichopteryx dregeana
Trichopteryx dregeana är en gräsart som beskrevs av Christian Gottfried Daniel Nees von Esenbeck. Trichopteryx dregeana ingår i släktet Trichopteryx och familjen gräs. Inga underarter finns listade i Catalogue of Life.